# Alouatta arctoidea
Alouatta arctoidea  (лат.) — примат из семейства паукообразных обезьян.

## Таксономия
Ранее считался подвидом рыжего ревуна, однако по результатам генетических исследований был выделен в отдельный вид.

## Распространение
Встречается в Венесуэле, где населяет побережье к востоку от озера Маракайбо от штата Фалькон до штата Миранда. Некоторые приматологи также предполагают, что ревуны, живущие к северу от Ориноко в Колумбии, являются представителями этого вида, тогда как другие, например Филип Гершковиц, считают их отдельным, ещё не описанным видом.

## Статус популяции
Международный союз охраны природы присвоил этому виду охранный статус «Вызывает наименьшие опасения» (англ. Least concern). Плотность популяции в Венесуэле составляет от 15 до 118 особей на км². В целом считается, что численность популяция не уменьшается, а в некоторых районах даже увеличивается.